# Shenandoah Junction (Virginia Occidental)
Shenandoah Junction es un lugar designado por el censo ubicado en el condado de Jefferson en el estado estadounidense de Virginia Occidental. En el Censo de 2010 tenía una población de 703 habitantes y una densidad poblacional de 267,95 personas por km².

## Geografía
Shenandoah Junction se encuentra ubicado en las coordenadas 39°21′11″N 77°50′15″O / 39.35306, -77.83750. Según la Oficina del Censo de los Estados Unidos, Shenandoah Junction tiene una superficie total de 2.62 km², de la cual 2.62 km² corresponden a tierra firme y (0%) 0 km² es agua.

## Demografía
Según el censo de 2010, había 703 personas residiendo en Shenandoah Junction. La densidad de población era de 267,95 hab./km². De los 703 habitantes, Shenandoah Junction estaba compuesto por el 90.18% blancos, el 4.69% eran afroamericanos, el 0% eran amerindios, el 0.43% eran asiáticos, el 0% eran isleños del Pacífico, el 0.14% eran de otras razas y el 4.55% pertenecían a dos o más razas. Del total de la población el 1.99% eran hispanos o latinos de cualquier raza.